# 1043

## Události
- hladomor v Čechách, Německu, Itálii, severní Francii

## Narození
- ? – Fulko IV. z Anjou, francouzský hrabě († 14. dubna 1109)

## Úmrtí
- 15. února – Gisela Švábská, římská císařovna (* 989/990)
- 26. července – Mojžíš Uherský, slovenský světec (* 983)

## Hlavy států
- České knížectví – Břetislav I.
- Papež – Benedikt IX.
- Svatá říše římská – Jindřich III. Černý
- Anglické království – Eduard III. Vyznavač
- Aragonské království – Ramiro I. Aragonský
- Barcelonské hrabství – Ramon Berenguer I. Starý
- Burgundské království – Rudolf III.
- Byzantská říše – Konstantin IX. Monomachos
- Dánské království – Magnus I. Dobrý
- Francouzské království – Jindřich I.
- Kyjevská Rus – Jaroslav Moudrý
- Kastilské království – Ferdinand I. Veliký
- Leonské království – Ferdinand I. Veliký
- Navarrské království – García V. Sánchez
- Norské království – Magnus I. Dobrý
- Polské knížectví – Kazimír I. Obnovitel
- Skotské království – Macbeth I.
- Švédské království – Jakob Anund
- Uherské království – Samuel Aba